# 拉夏洛泰

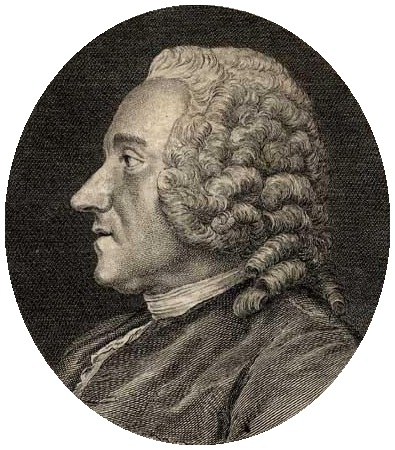
拉夏洛泰

路易-勒内·德·卡拉德克·德·拉夏洛泰（法語：Louis-René de Caradeuc de La Chalotais，1701年3月6日—1785年7月12日），法国18世纪中期的著名法官，驱逐耶稣会运动的主要倡导人之一。他坚决反对耶稣会对法国教育的垄断，提出并系统地论证了国家办学的教育主张。他的教育思想对法国和欧美近代教育体制的发展产生过较大影响。

## 生平

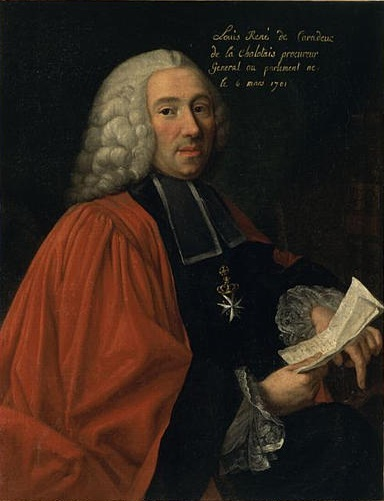

拉夏洛泰于1701年3月6日出生于法国西北部雷恩城的一个贵族家庭。拉夏洛泰受过良好的教育。他从法律学校毕业后曾做过律师，于1730年出任布列塔尼高等法院代理检察长，1702年任总检察长。他的主要事业便是在任总检察长时完成的。
1761年12月，拉夏洛泰为布列塔尼高等法院草拟了关于耶稣会规程的第一个著名报告。这一报告以大量事实揭露耶稣会奉行的教皇至上主义，说明它的全部权力都在罗马前不在法国。它的所作所为都是按教皇的训谕、赦令、信函进行的，正是这些文件批谁耶稣会的学说和它的一切主张。拉夏洛泰在报告中强调，每个国家中的任何教团都不应有与所在国家法律相矛盾的规章，如果违反这一准则，该教团就应被禁止。耶稣会的规程及其实践表明，它是国中之国，除教皇以外, 它不对任何人负责。因此, 它的存在构成对国家利益的严重威胁。必须解散耶稣会教团，使它的每个成员都变成服从自己国家法律的普通公民。1762年5月，拉夏洛泰提出了关于耶稣会规程的第二个报告。在这个报告中，他通过对耶稣会著作、伦理观念和教义的分析继续阐发前一报告的基本观点，再次提出了取缔耶稣会的要求。
拉夏洛泰对耶稣会的批判和斗争受到法官们的大力支持。1762年5月27日，布列塔尼高等法院根据他的报告作出了取缔耶稣会教团的判决。同年8月6日，巴黎高等法院也作出了同样的裁决，在以后又不断有其他省高等法院效法他的榜样。耶稣会被赶出了这些地方的学校。法官们对耶稣会的斗争不仅在一定程度上与启蒙学者对待宗救的态度相吻合。削弱耶稣会势力在当时也是法国王室的愿望。1764年1月，路易十五采取了法官们盼望弓久的解散耶稣会的重大决策，耶稣会垄断法国教育的局面终于结束。
作为反对耶稣会的斗士，拉夏洛泰取得了辉煌胜利。但是从1763年开始，又爆发了布列塔尼高等法院和省长埃吉永公爵之闻的矛盾冲突。拉夏洛泰与省长素有个人嫌隙。他领导了布列塔尼高等法院反对埃吉永公爵以国王名义征收特别税的斗争，这次斗争以他的失败而告终。大约在1765年，拉夏洛泰被逮捕，以后又被流放，一直到路易十六即位后才被赦免。路易十六不何开回了拉夏洛泰，而且按8000法朗年金的数额补给他10万法朗，同时批堆将其法官职位传给他的儿子。拉夏洛泰对路易士六表示了真诚的感谢。自此以后，一直到1785年7月12日病逝，拉夏洛泰除了修订已在1763年出版的《论国民教育》以外，没有再参加什么反对当权者的政治活动。